# Quercus buckleyi
La quercia rossa del Texas o quercia di Buckley (Quercus buckleyi Nixon & Dorr) è un albero appartenente alla famiglia Fagaceae, endemico delle Grandi Pianure meridionali degli Stati Uniti, principalmente Oklahoma e Texas.